# Kikuchi Kosuke
Kosuke Kikuchi (菊地 光将 Kikuchi Kosuke, sinh ngày 16 tháng 12 năm 1985 ở Koshigaya, Saitama) là một cầu thủ bóng đá người Nhật Bản hiện tại thi đấu cho Omiya Ardija với vai trò đội trưởng.

## Thống kê sự nghiệp
Cập nhật đến ngày 23 tháng 2 năm 2018.
| Thành tích câu lạc bộ | Thành tích câu lạc bộ | Thành tích câu lạc bộ | Giải vô địch | Giải vô địch | Cúp                   | Cúp                   | Cúp Liên đoàn | Cúp Liên đoàn | Châu lục | Châu lục  | Tổng cộng | Tổng cộng |
| Mùa giải              | Câu lạc bộ            | Giải vô địch          | Số trận      | Bàn thắng    | Số trận               | Bàn thắng             | Số trận       | Bàn thắng     | Số trận  | Bàn thắng | Số trận   | Bàn thắng |
| Nhật Bản              | Nhật Bản              | Nhật Bản              | Giải vô địch | Giải vô địch | Cúp Hoàng đế Nhật Bản | Cúp Hoàng đế Nhật Bản | Cúp Liên đoàn | Cúp Liên đoàn | AFC      | AFC       | Tổng cộng | Tổng cộng |
| --------------------- | --------------------- | --------------------- | ------------ | ------------ | --------------------- | --------------------- | ------------- | ------------- | -------- | --------- | --------- | --------- |
| 2008                  | Kawasaki Frontale     | J1 League             | 17           | 0            | 0                     | 0                     | 4             | 0             | -        | -         | 21        | 0         |
| 2009                  | Kawasaki Frontale     | J1 League             | 22           | 1            | 2                     | 0                     | 4             | 0             | 5        | 0         | 33        | 1         |
| 2010                  | Kawasaki Frontale     | J1 League             | 23           | 0            | 2                     | 0                     | 4             | 0             | 0        | 0         | 29        | 0         |
| 2011                  | Kawasaki Frontale     | J1 League             | 31           | 1            | 2                     | 0                     | 3             | 0             | -        | -         | 36        | 1         |
| 2012                  | Omiya Ardija          | J1 League             | 33           | 2            | 4                     | 0                     | 4             | 0             | -        | -         | 42        | 2         |
| 2013                  | Omiya Ardija          | J1 League             | 34           | 2            | 1                     | 0                     | 4             | 0             | -        | -         | 39        | 2         |
| 2014                  | Omiya Ardija          | J1 League             | 21           | 3            | 1                     | 1                     | 5             | 1             | -        | -         | 27        | 5         |
| 2015                  | Omiya Ardija          | J2 League             | 29           | 1            | 2                     | 0                     | -             | -             | -        | -         | 31        | 1         |
| 2016                  | Omiya Ardija          | J1 League             | 27           | 0            | 3                     | 2                     | 3             | 0             | -        | -         | 33        | 2         |
| 2016                  | Omiya Ardija          | J1 League             | 22           | 2            | 2                     | 0                     | 0             | 0             | -        | -         | 24        | 2         |
| Tổng cộng sự nghiệp   | Tổng cộng sự nghiệp   | Tổng cộng sự nghiệp   | 259          | 12           | 19                    | 3                     | 31            | 1             | 5        | 0         | 314       | 16        |